# Brug 130
Brug 130 is een vaste brug in Amsterdam-Centrum.
De voetgangersbrug, in de volksmond wel Trapjesbrug geheten, vormt de verbinding tussen de Tuinstraat en Nieuwe Tuinstraat. Ze overspant de Lijnbaansgracht en landt op de Westerkade (westelijke kade van de Lijnbaansgracht). In 1921 werd hier een brug van staal en hout neergelegd, die in 1965 gerenoveerd en verhoogd is. De brug is hoe onopvallend ook, sinds 1995 een gemeentelijk monument. Daartoe werd besloten vanwege getordeerde balustrades en het feit dat het een vollewandliggerbrug is Ze heeft daarbij een houten loopdek. Fietsers kunnen de brug ook oversteken, maar moeten de fietsen in een fietsgleuf tegen de trap opduwen.
Eind 19e eeuw is er de hoop dat de toenmalige houten brug uit 1885, dan nog hoog boven de Lijnbaansgracht verlaagd kan worden, zodat het bestijgen van de trapjes achterweg kan blijven. Het voorstel daartoe werd niet aangenomen. In december 1909 werd opnieuw geconstateerd, dat er verbetering moet komen in de brug, een nieuwe brug aanleggen of de oude brug verlagen. Of hier gehoor aangegeven is, is niet duidelijk. Op 23 mei 1921 vond er aanbesteding plaats van het vernieuwen van de brug in een combinatiepakket van allerlei bruggen over de Lijnbaansgracht. De nieuwe brug werd ontworpen door de Dienst der Publieke Werken. De specifieke architect is niet bekend, maar de "ingenieur" was Wichert Arend de Graaf (hij kan ook de ontwerper zijn). Tijdens het Jordaanoproer van 1934 werd de brug door de demonstranten geheel gesloopt. Later is zij weer opgebouwd.
De brug wordt regelmatig getroffen door graffiti. Vanaf de brug is er uitzicht op Westerkade 1-9/Marnixstraat 215/231, een blok arbeiderswoningen, eveneens een gemeentelijk monument.

## Afbeeldingen

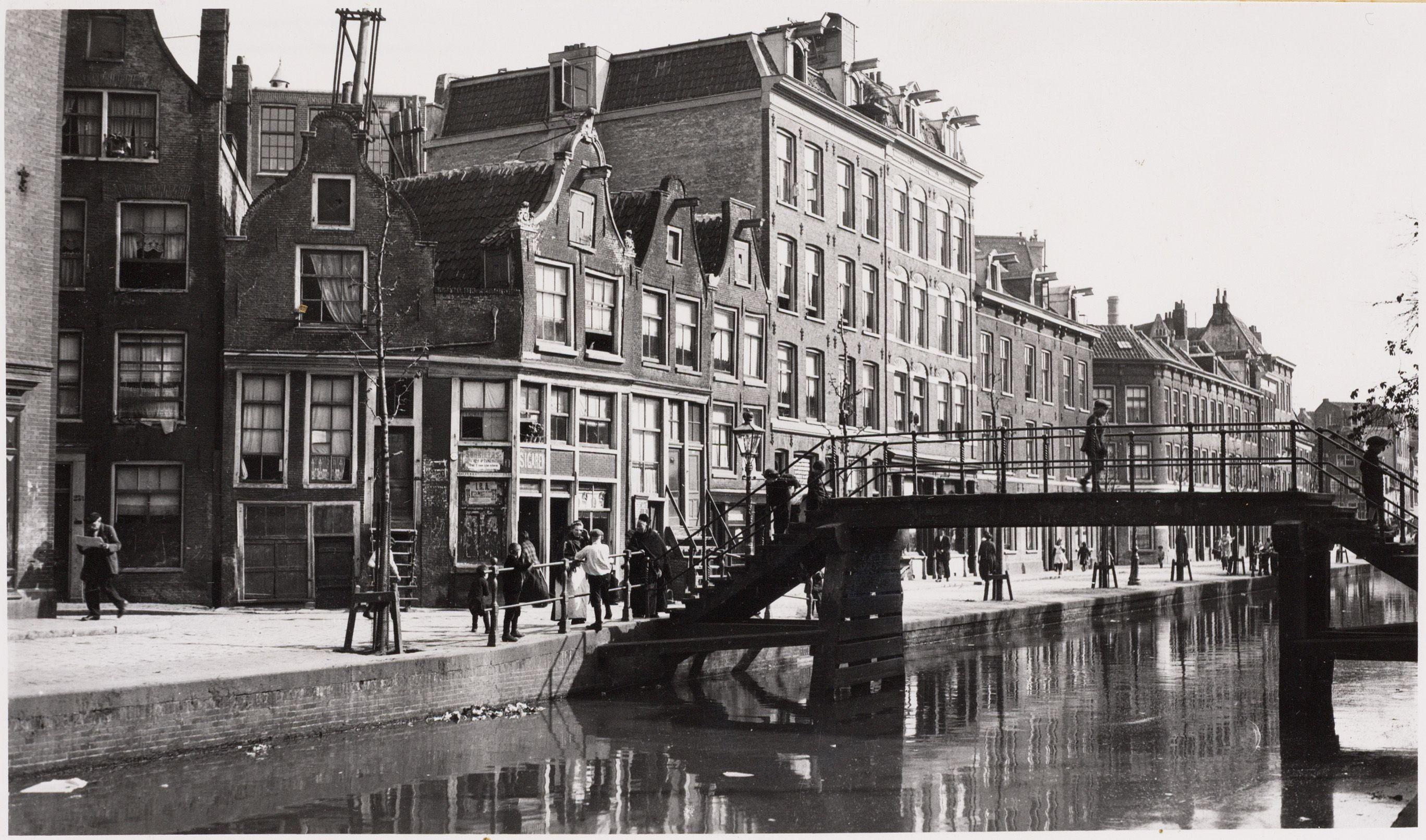
Brug 130 in 1918
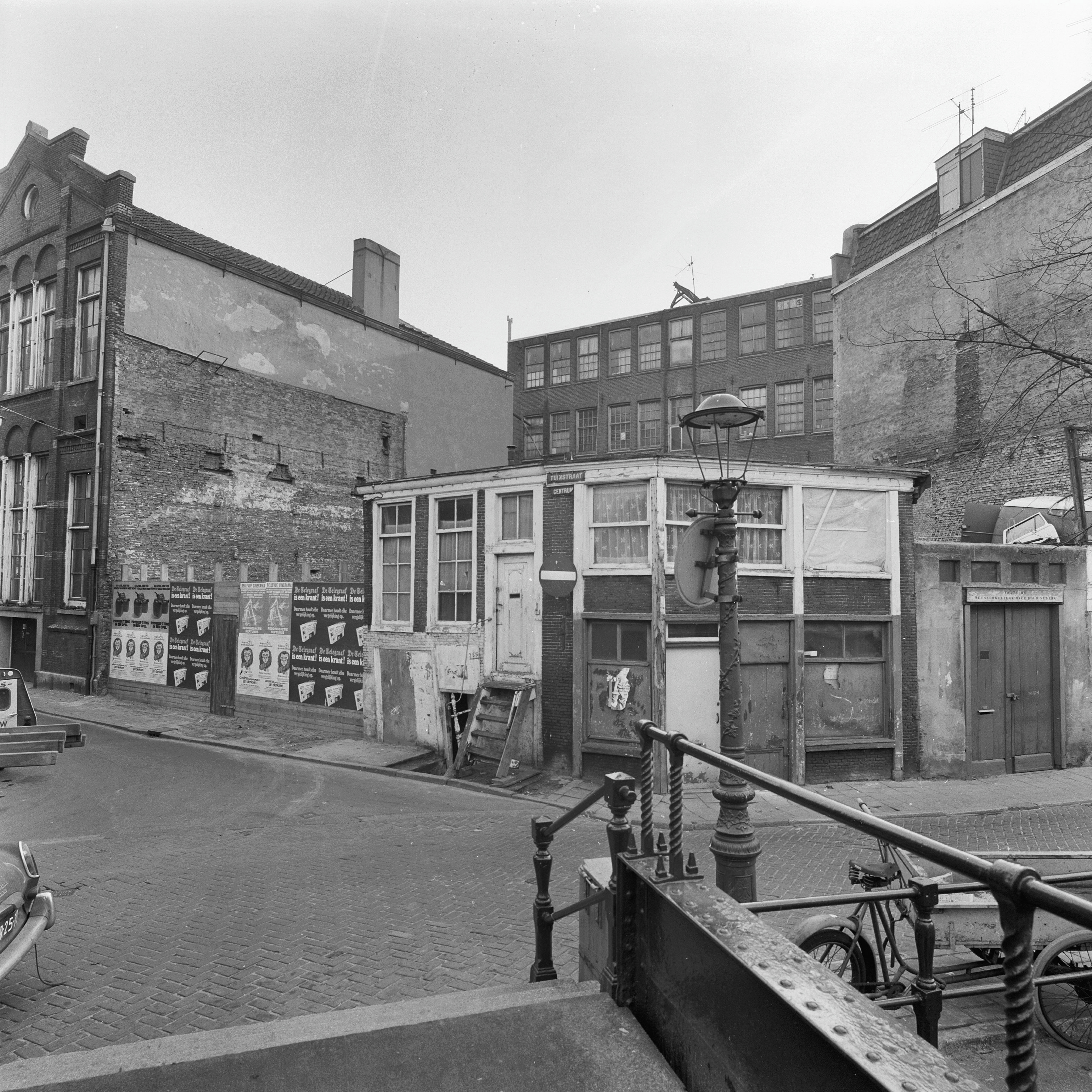
Detail van de brug (1974)
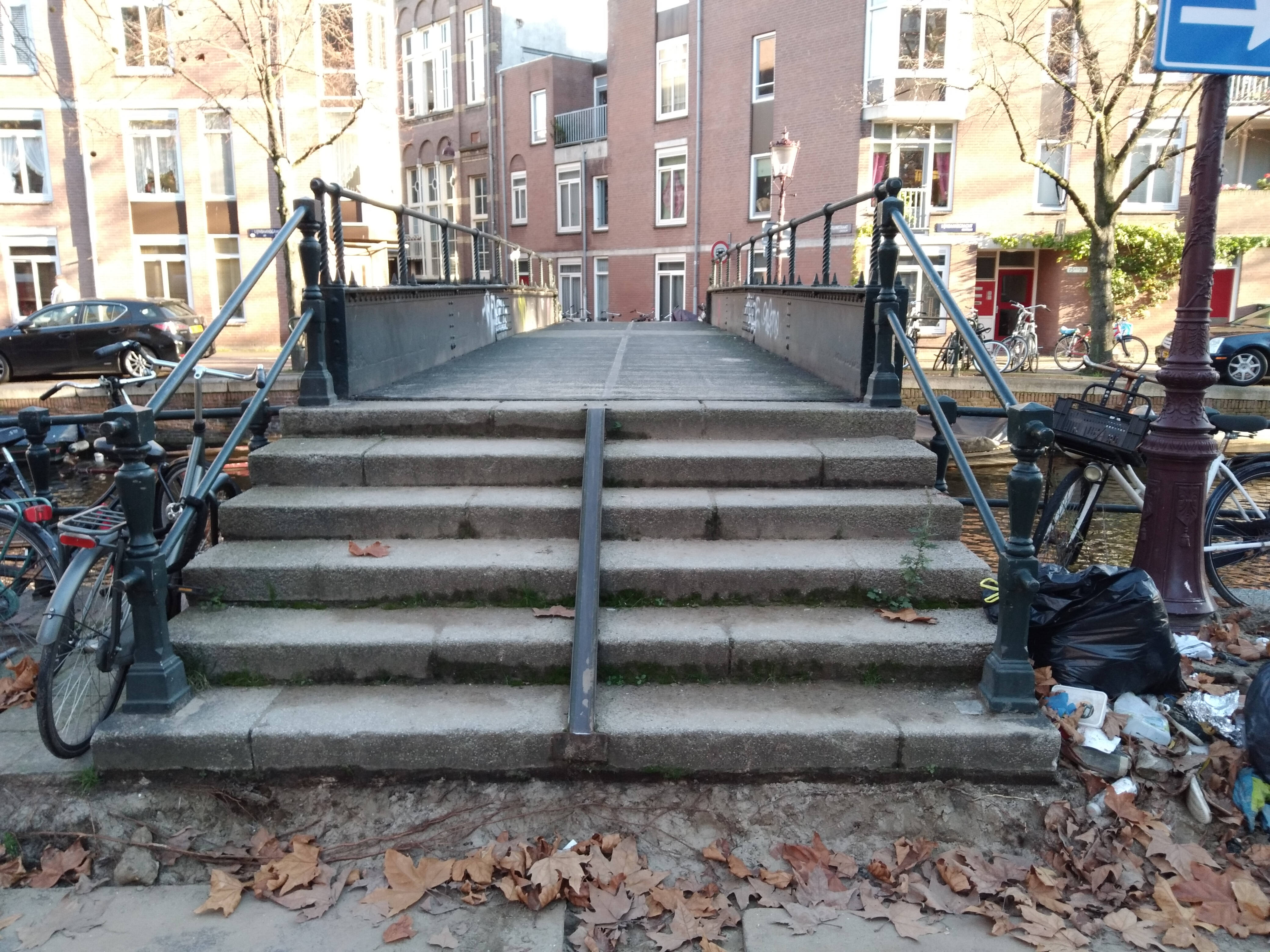
Trapjesbrug (november 2020)
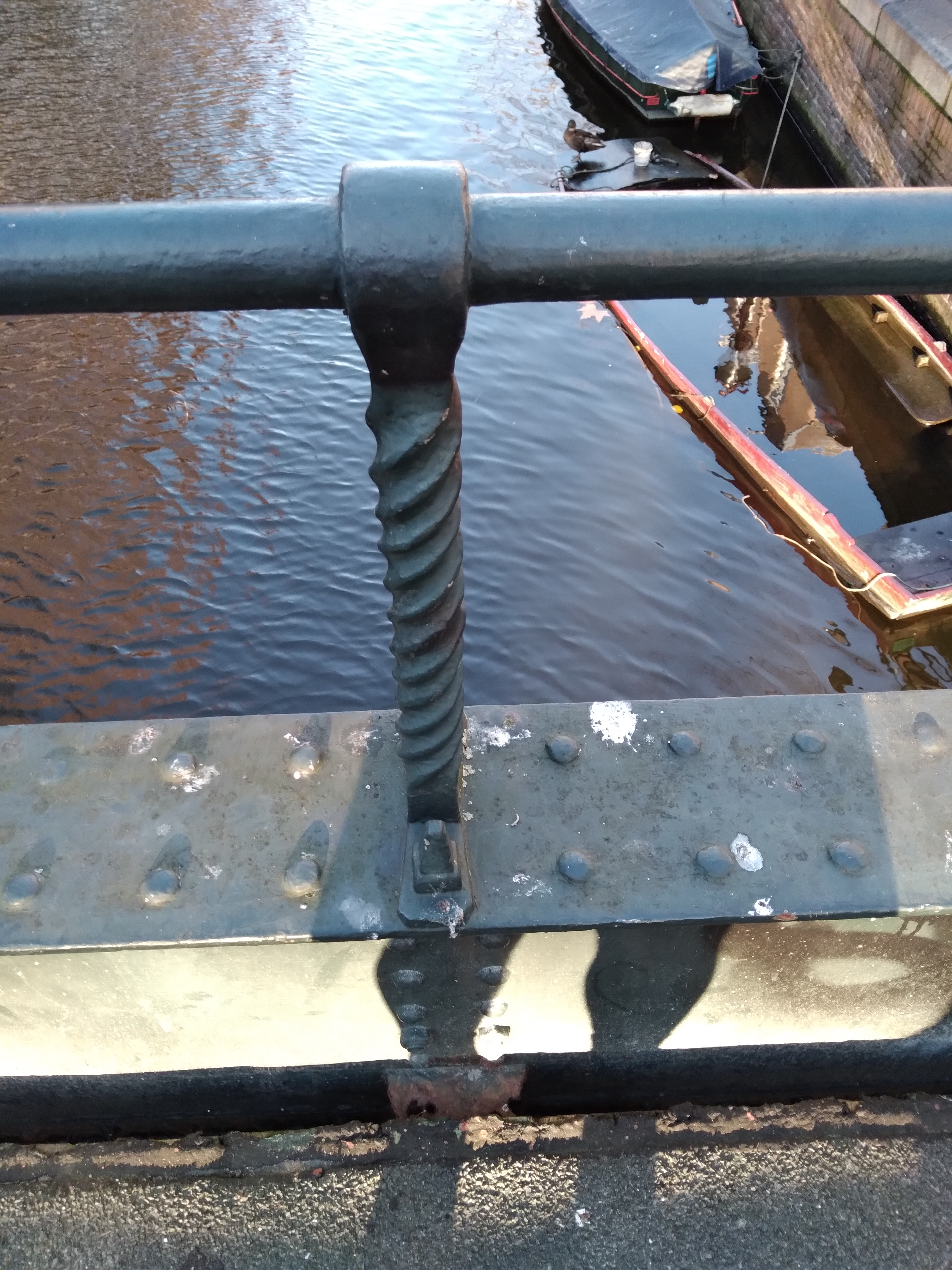
Leuning (november 2020)

<<< · 100 · 101 · 102 · 103 ·  105 · 106 · 107 · 108 · 109 ·  110 · 111 · 112 · 113 · 114 · 115 · 116 · 117 · 118 · 119 · 120 · 121 · 122 · 123 · 124 · 125 · 126 · 127 · 128 · 129 · 130 · 131 · 132 · 135 · 136 · 137 · 138 · 139 · 140 · 141 · 142 · 143 · 144 · 145 · 146 · 147 · 148 · 149 ·  150 · 151 · 152 · 155 · 156 · 159 · 160 · 161 · 162 · 163 · 164 · 165 · 166 · 167 · 168 · 169 ·  170 · 171 · 172 · 173 · 174 · 175 · 176 · 177 · 178 · 179 · 180 · 181 · 182 · 183 · 184 · 185 · 186 · 187 · 189 · 190 · 191 · 192 · 193 · 194 · 195 · 196 · 198 · 199 · >>>
Brugnummers 104, 133, 134, 153, 154, 157, 158, 188 en 197 zijn niet (meer) in gebruik.